# 谭崇台
谭崇台（1920年—2017年12月9日），男，汉族，四川成都人，中国经济学家，武汉大学经济学院教授。